# Los Postes (Metro de Lima y Callao)
Los Postes es la vigesimotercera estación de la línea 1 del Metro de Lima y Callao. Está ubicada en la intersección de las avenidas Próceres de la Independencia y Los Postes, en el distrito de San Juan de Lurigancho. La estación es elevada.

## Historia
La estación fue entregada el 12 de mayo de 2014 como parte del tramo 2 de la línea. Estuvo en período de marcha blanca, hasta el día 25 de julio en que oficialmente inició operaciones comerciales.

## Acceso
El ingreso se encuentra a nivel de calle y posee dos niveles; en el primero se encuentra la zona de torniquetes y boletería. En el segundo, las plataformas norte y sur están conectadas internamente por escaleras mecánicas y ascensores provenientes del primer nivel.

## Conexiones
Por proximidad, la estación tiene conexión con tres servicios del Corredor Morado.
| Corredor Morado | Corredor Morado                 | Corredor Morado                      | Corredor Morado                                        |
| Servicio        | Ruta                            | Paradero                             | Horario                                                |
| --------------- | ------------------------------- | ------------------------------------ | ------------------------------------------------------ |
| 404             | Wiesse - Abancay - Brasil       | Los Postes (ida) Los Postes (vuelta) | 04:30 - 23:00 (L-D) (ida) 06:00 - 00:00 (L-D) (vuelta) |
| 405             | Wiesse - Abancay - Javier Prado | Los Postes (ida) Los Postes (vuelta) | 05:00 - 23:00 (L-D) (ida) 06:00 - 23:00 (L-D) (vuelta) |
| 412             | Wiesse - Tacna                  | Los Postes (ida) Los Postes (vuelta) | 05:00 - 23:00 (L-D)                                    |

## Galería

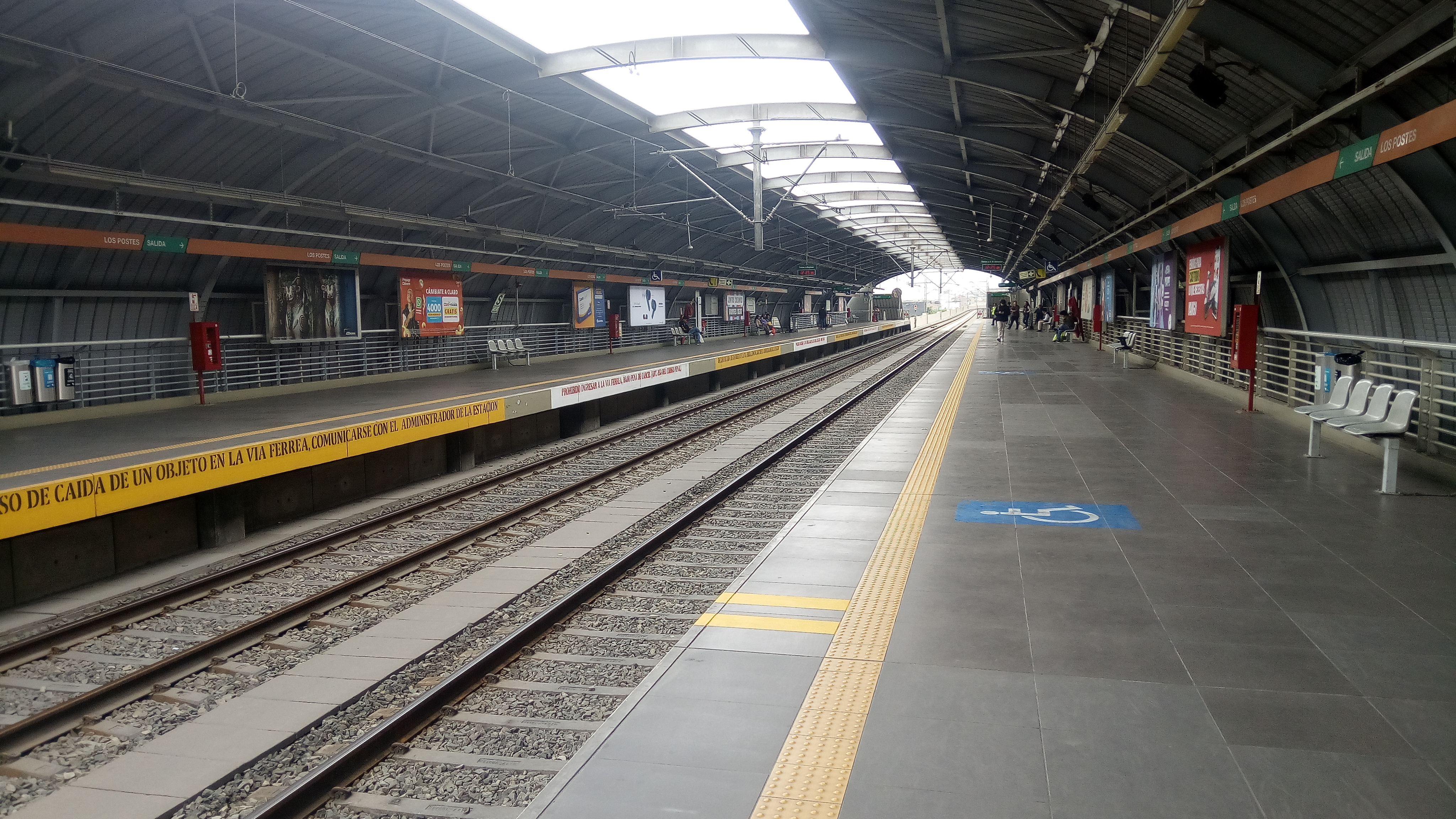
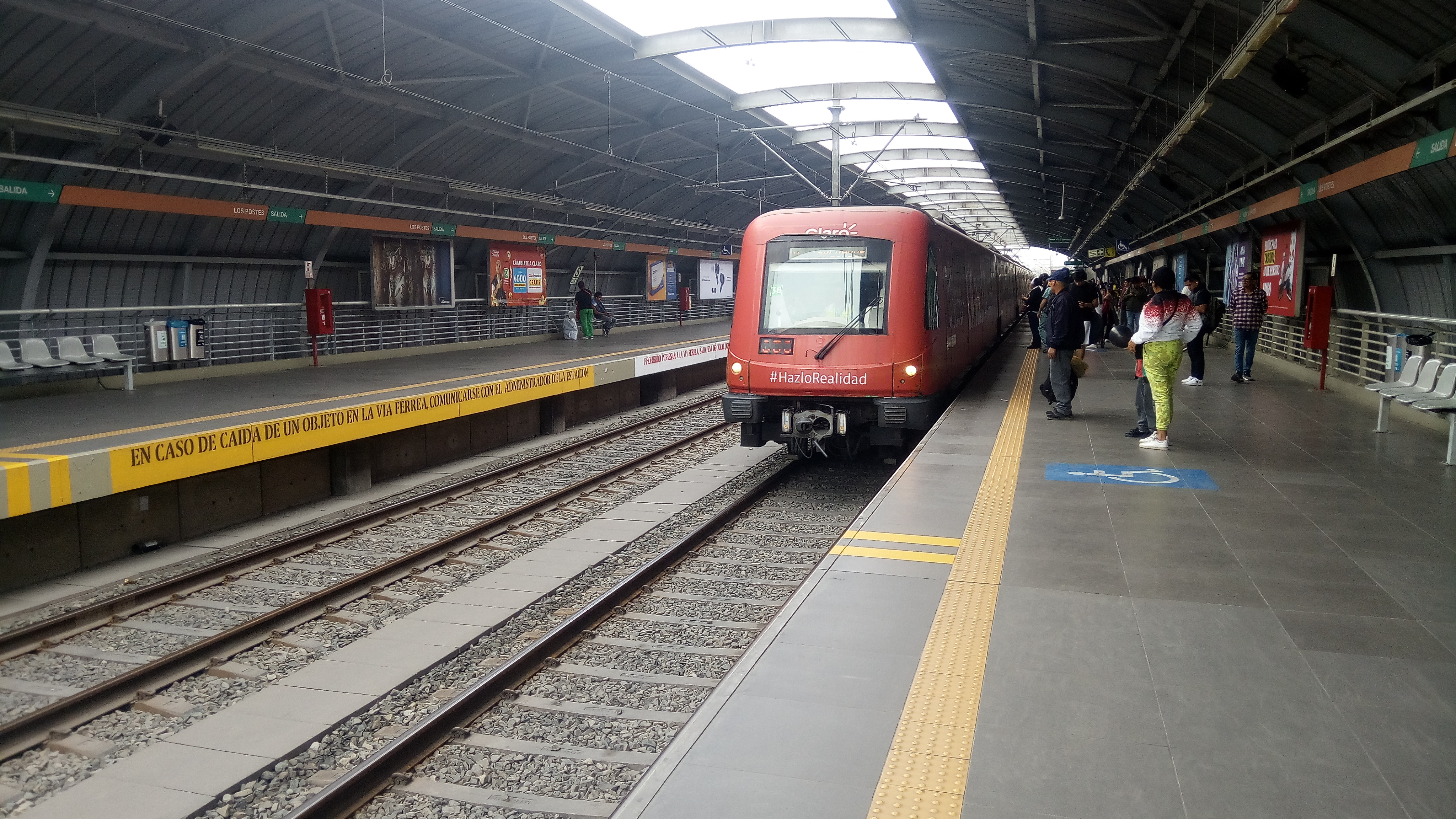